# 3OH!3
3OH!3, uttalat three oh three, är ett crunkcoreband från Boulder, Colorado. Bandet är mest känt för hitsingeln "Don't Trust Me" från sitt andra album "Want", som nådde sjunde plats på Billboard Hot 100. Deras andra singel, "Starstrukk", var en topp tio-hit i Storbritannien, Irland, Finland och Australien..

## Diskografi

### Studioalbum
| 2007                                                                              | 3OH!3 - Skivbolag: eget förlag                    | —            | —            | —            | —            | —            |
| 2009                                                                              | Want - Skivbolag: Photo Finish Records            | 44           | 2            | 47           | 77           | 1            |
| 2010                                                                              | Streets of Gold - Skivbolag: Photo Finish Records | 29 juni 2010 | 29 juni 2010 | 29 juni 2010 | 29 juni 2010 | 29 juni 2010 |
| "—" betecknar abum som inte utgavs i det landet eller som inte gick in på listan. |                                                   |              |              |              |              |              |

### EP-skivor
| År   | Detaljer                                                            |
| ---- | ------------------------------------------------------------------- |
| 2009 | 3OH!3/Innerpartysystem Split 7 - Skivbolag: Photo Finish Records    |
| 2009 | Live Session EP (iTunes-exklusiv) - Skivbolag: Photo Finish Records |

### Singlar
| 2009                                                                               | "Don't Trust Me"                  | 7  | 1  | 21 | 17 | 6  | 3 | 5 | 8  | —  | —  | - US: 2× Platina                | Want (och Deluxe Edition) |
| 2009                                                                               | "Starstrukk" (med Katy Perry)     | 66 | 25 | 3  | 4  | 31 | 4 | 5 | 16 | 55 | 11 | - AUS: 2× Platina - US: Platina | Want (och Deluxe Edition) |
| 2010                                                                               | "My First Kiss" (med Kesha)       | 9  | —  | —  | —  | 7  | — | — | 15 | —  | —  |                                 | Streets of Gold           |
|                                                                                    | Gästsinglar                       |    |    |    |    |    |   |   |    |    |    |                                 |                           |
| 2010                                                                               | "Blah Blah Blah" (med Kesha)      | 7  | 15 | 11 | 26 | 3  | 3 | — | 7  | 44 | —  | - AUS: Guld                     | Animal                    |
| Andra låtar som uppnått listplaceringar                                            |                                   |    |    |    |    |    |   |   |    |    |    |                                 |                           |
| 2010                                                                               | "Follow Me Down" (med Neon Hitch) | 89 | —  | —  | —  | 36 | — | — | —  | —  | —  |                                 | Almost Alice              |
| "—" betecknar låtar som inte utgavs i det landet eller som inte gick in på listan. |                                   |    |    |    |    |    |   |   |    |    |    |                                 |                           |

### Andra framträdanden
| År   | Sång                      | Kommentar                                                      |
| ---- | ------------------------- | -------------------------------------------------------------- |
| 2008 | "Colorado Rockies Anthem" |                                                                |
| 2008 | "I'm Good, I'm Gone"      | - Samarbete med Lykke Li                                       |
| 2009 | "Sex on the Beach"        | - Finns med på The Real World: Cancun                          |
| 2009 | "Careless Whisper"        | - Samarbete med Alex Gaskarth och Juliet Simms                 |
| 2010 | "Blah Blah Blah"          | - Finns med på Animal - Samarbete med Kesha                    |
| 2010 | "Follow Me Down"          | - Finns med på albumet Almost Alice - Samarbete med Neon Hitch |
| 2010 | "Hey"                     | - Samarbete med Lil Jon                                        |